# Sociologie du cinéma
Branche de la sociologie, la sociologie du cinéma interroge le fait sociologique dans son rapport avec le cinéma.
Il s'agit aussi bien de s'intéresser à ce qui motive la pratique du cinéma et explique la fréquentation cinématographique que de comprendre le caractère subjectif de la réception d'une œuvre cinématographique.

## Penseurs et théoriciens de la sociologie du cinéma
Les études sur la sociologie du cinéma suivent essentiellement deux tendances :
- l'influence du cinéma sur le public traité comme un individu ou comme une masse.

Ce champ d'étude a été regroupé par le sociologue anglais Ian Charles Jarvie selon quatre questions
1. Qui fait les films et pourquoi ?
2. Qui voit les films, comment et pourquoi ?
3. Que voit-on, comment et pourquoi ?
4. Comment les films sont évalués et par qui[1] ?

Les sociologues qui ont analysé l'histoire du cinéma ont traité la première (David Bordwell avec le cinéma américain, Yann Darré avec le cinéma français...).
À la deuxième question, les sociologues du mouvement des Cultural studies, dont Richard Hoggart et Louis Althusser, ont tenté de montrer le lien entre culture et pouvoir. Ainsi, la façon de vivre le spectacle cinématographique ne serait pas le même en fonction de sa position dans la société. Cette vision d'un lien entre cinéma et hiérarchie sociale trouve un écho chez Pierre Bourdieu qui a publié sur la sociologie de la culture (la photographie et les musées), mais dont les travaux sont d'un apport direct à la sociologie du cinéma. Jean-Pierre Esquenazi s'intéresse à la relation entre les conditions de production des œuvres culturelles, et en particulier du cinéma et celles de son interprétation, ce qui l'a conduit à approfondir la sociologie des œuvres et celle du public. Emmanuel Ethis a notamment synthétisé ces travaux tout en approfondissant les concepts de la percpetion du temps "écranique".
Parallèlement, la fréquentation cinématographique a fait l'objet d'analyses dans des études qui souvent mettent en évidence les différences selon la catégorie socioprofessionnelle, l'âge ou le sexe. Ainsi les tenants des gender studies ont analysé la différence de perception en fonction du genre sexuel.
La perception du film, sujet de la troisième question, est elle aussi un sujet d'étude. Edgar Morin a travaillé sur le cinéma pour mieux décrire le fonctionnement de la conscience et l'inconscient de l'Homme. Il qualifie lui-même son livre Le cinéma ou l'homme imaginaire d'essai d'anthropologie. À ce titre, la perception du temps au cinéma a fait l'objet d'une enquête d'Emmanuel Ethis qui démontre que les spectateurs appliquent leur conscience intime du temps au temps de la projection.
Enfin, l'évaluation des films est un sujet abordé soit directement avec le questionnement de ce qu'est un bon film (Laurent Jullier), soit indirectement via la théorie de la légitimité de Pierre Bourdieu appliquée au cinéma.
- les films, prismes de la société.

D'après Georges Friedmann et Edgar Morin, le film nous apprend sur l'inconscient d'une société. Siegfried Kracauer montre par l'exemple que les films sont le reflet de la société et qu'on peut même y lire les dispositions profondes d'une nation. D'après lui, Le Cabinet du docteur Caligari (1919) annonce une société qui s'ouvre à Adolf Hitler. C'est ce qui attire des historiens comme Marc Ferro ou Shlomo Sand à analyser le cinéma et ses liens avec l'Histoire. Mais ces thèses doivent affronter l'idée, défendue par Edgar Morin, que finalement la perception que nous avons du film n'est pas une idée objective, mais le fruit d'une subjectivité propre à chaque spectateur exacerbée par les techniques de mise en scène. De fait, comme l'écrit Emmanuel Ethis dans son ouvrage Le cinéma près de la vie, "en un peu plus d’un siècle, le cinéma est devenu sans conteste bien plus qu’une usine à fabriquer des rêves. Le cinéma façonne nos attitudes, nos comportements, nos manières d’être, voire d’être ensemble. Nos héros sur pellicule inspirent souvent nos gestes et nos répliques courageuses ou du moins, ceux qu’il nous plairait d’avoir. Même nos premiers Disney nous aident à prendre conscience très tôt de ce sentiment — l’empathie — si essentiel pour nous permettre de vivre au milieu d’autres qui nous ressemblent souvent parce qu’ils ont vu le même film que nous. C'est aussi en ce sens que le cinéma nous aide —ainsi que l’écrit Stanley Cavell — à préserver notre foi dans nos désirs d’un monde éclairé, face aux compromis que nous passons avec la manière dont le monde existe".

## Le cinéma, culture populaire et culture de masse

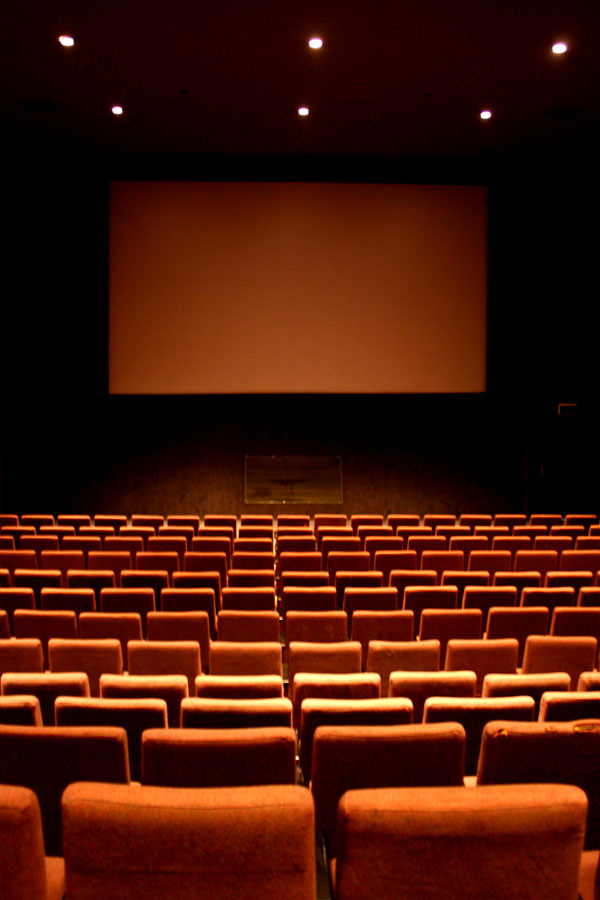
Salle à Melbourne

Par sa possibilité d'accès au plus grand nombre, c'est-à-dire sans barrière culturelle ou d'instruction pour appréhender le sens des œuvres, le cinéma s'affirme parmi les arts populaires. Néanmoins, certains films se positionnent clairement sur un champ culturel plus élitiste de par les références qu'ils véhiculent ou la forme qu'ils empruntent.
Par opposition aux arts et activités culturelles qui ne sont pas reproductibles ou qui se consomment individuellement, le cinéma dont la fonction est de reproduire le mouvement est par définition une culture de masse. Ainsi, les études montrent que le cinéma est « la pratique culturelle la plus populaire » (95 % des Français y sont allés au moins une fois dans leur vie).

## Le spectateur de cinéma en France
En France, les femmes fréquentent davantage le cinéma que les hommes : elles représentent 53,4 % des entrées alors qu'elles sont 51,6 % de la population française. En moyenne, les femmes vont au cinéma plus souvent (5,6 fois par an contre 5,2 fois pour les hommes).
La part des plus de 35 ans a tendance à augmenter depuis plus de dix ans contrairement à l'idée que le cinéma est dominé par le jeune public. La part des plus de 35 ans est ainsi passée de 39 à 51 % entre 1993 et 2006. La fréquentation des jeunes parait diminuer chez les 20/34 (elle reste néanmoins la plus élevée avec 7,4 fois par an contre 5,4 en moyenne) ans alors qu'elle augmente chez les plus jeunes de 6 à 10 ans.
La pratique cinématographique devient plus large au sein de la population touchant davantage les classes populaires et les retraités (leur part est passée de 29 à 41 % des entrées totales). C'est dans les zones rurales que la progression est la plus importante. Le développement des multiplexes y contribue.
En revanche, il y a une segmentation importante des films vus par les CSP- et les CSP+. Les premiers voient prioritairement des films américains (indice 105,2 contre 88,6 pour les CSP+) alors que les seconds privilégient les films français (indice 112,9 contre 98 pour les CSP-).
De même, le public des films classés art et essai est très typé : assidu, urbain (voire parisien) et sénior.
Les enquêtes de Médiamétrie montrent que la fréquentation est corrélée à la part des occasionnels (de 60 à 65 % des entrées). Elle est en effet en hausse depuis le début des années 2000 expliquant l'augmentation de la fréquentation tendancielle annuelle.

## La spectatrice, un spectateur pas comme les autres
Le cinéma est encore une activité où les hommes sont majoritaires aux postes de décision tant industrielle (producteurs, patrons de studio) qu'artistique (réalisateurs, scénaristes).
Or l'analyse des pratiques et des goûts montrent une envie et une perception différenciée entre homme et femme. C'est la base des Gender studies. Si la fréquentation quantitative est en moyenne comparable, il est clair que public masculin et public féminin ne vont pas voir les mêmes films. D'après ces études, le regard de la spectatrice est différent et s'explique par une socialisation genrée. En effet, la plupart des films ont des héros masculins et reproduisent les canons de la société en plaçant la femme dans un rôle d'objet secondaire, fétichisés par une vision typiquement masculine. La spectatrice a le choix entre accepter ce rôle qui la maintient dans un statut d'objet pour l'homme sujet ou de s'identifier au regard masculin, ce qui revient à négliger son identité féminine.
Ce constat serait une des explications du succès de la télévision qui a produit des produits typiques pour chaque public en fonction de la programmation, touchant notamment les femmes pendant la journée avec des soap operas qui mettent les personnages féminins au centre des intrigues.

## Sociologie des premiers spectateurs: de l'importance de la légitimation
L’histoire du cinéma illustre parfaitement le combat de classe et d’image que génère l’innovation en général et la pratique culturelle en particulier. Cette approche est au centre de la théorie de la légitimité culturelle de Pierre Bourdieu. Elle défend que la pratique d'une activité culturelle dépend de son degré de légitimité et de la position sociale de ceux qui la pratiquent. Dans le cas du cinéma, cette théorie trouve un écho particulier compte tenu que les classes bourgeoise et les classes populaires l'on tour à tour mit en avant dans leur pratique et abandonné partiellement ou majoritairement. À ce titre les premières années sont particulièrement instructives de ce mouvement.
Le cinéma apparaît rapidement comme une invention majeure dans le monde des loisirs. Mais, il mettra du temps à passer de la simple curiosité en proie à un certain snobisme des classes sociales élevées à celui de divertissement à vocation artistique. En fait, il faudra attendre près de trente ans que les institutions (critique, historiens, ciné-clubs…) légitimant ce nouveau statut culturel soient créées et soient elles-mêmes reconnues par le milieu bourgeois. Trente ans, le temps d’une génération.

### Les premiers spectateurs
Le premier spectateur de cinéma, c’est-à-dire de spectacle animé projeté en grand format, est apparu fin 1895 avec la diffusion publique des premiers films Lumière. Mais le public avait déjà fait l’expérience de l’animation de photographies. Depuis près de dix ans, des appareils divers proposaient des animations sommaires à base d’images successives donnant une impression de mouvement. Il s’agissait de boîtes permettant de visionner des images animées ; on n'en est pas encore à la projection. Malgré, une relative pauvreté tant de fonds que de forme et un mode de diffusion peu adapté à un spectacle de masse, ces boîtes magiques connurent un succès croissant en France à partir de 1894 sous l’impulsion opportuniste de Charles Pathé qui développa leur commerce jusqu’à l’arrivée du cinématographe. Ainsi, les Français purent découvrir le Kinétoscope d’Edison quelques années après les Anglais et surtout les Américains dans des foires.
Ce succès resta néanmoins modeste car les films d’Edison n’étaient pas projetés, mais visible à travers une lucarne située en haut d’une boîte en bois de un mètre cinquante de haut. La mise en place de quatre lucanes sur chaque appareil permis de quadrupler l’audience, mais elle n’avait évidemment rien à voir avec ce que permet la projection.
En France, en Allemagne et aux États-Unis, des techniciens développaient parallèlement aux frères Lumière des projecteurs d’images, mais ils restèrent au niveau du prototype brevetés et présentés au monde scientifique. Les visiteurs du musée Grévin pouvaient néanmoins dès 1892 visionner un spectacle d’images animées et projetées d’un quart d’heure.

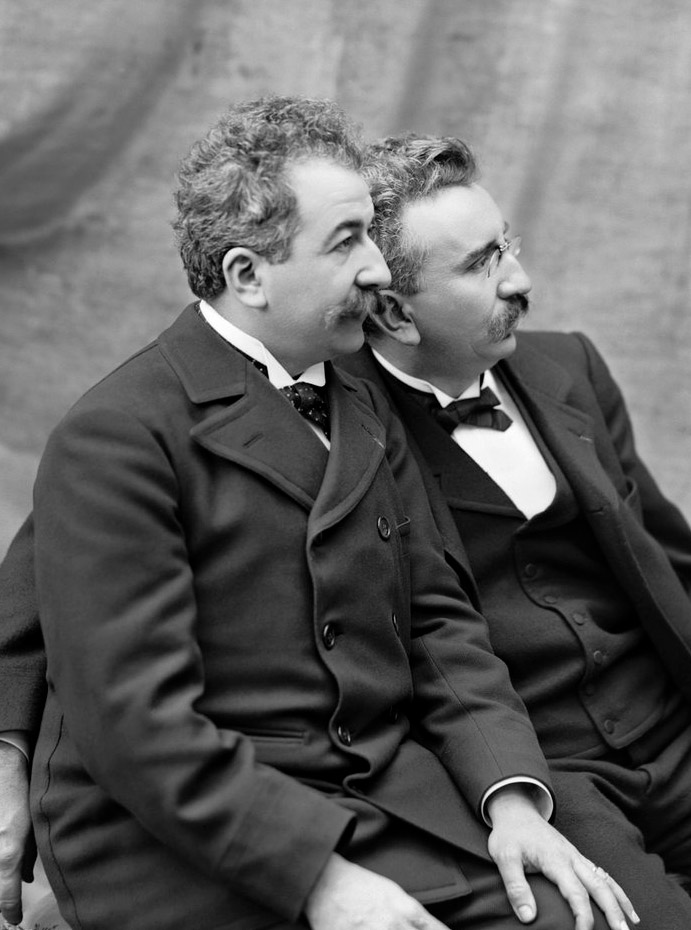
Les frères Lumière

L’invention des frères Lumière, Auguste et Louis, donna lieu à une première projection le 22 mars 1895, un mois après le dépôt de leurs brevets pour « un nouvel appareil servant à l’obtention et à la vision d’épreuves chronophotographiques ». Mais ce n’est pas un spectacle public, mais seulement une projection dans le cadre d’un séminaire professionnel sur l’industrie photographique. Y assistent donc uniquement des industriels et des scientifiques. La projection n’est d’ailleurs pas annoncée sur le programme de la séance. Parmi les films présentés, La Sortie des usines Lumière déjà. La réaction de cet auditoire particulier fut très positive et le directeur du théâtre des Folies Bergère et celui du théâtre Robert-Houdin (Georges Méliès) qui y assistèrent auraient même proposé à Antoine Lumière, père des deux célèbre frères, de racheter la machine. La famille Lumière refusa préférant l’exploiter seul, mais elle n’était pas convaincue néanmoins du succès de son invention qu’elle percevait comme un objet de curiosité dont l’époque était friande. Ainsi, à cette première présentation, aucun des deux frères ne daigna venir, peu conscient de l’aspect historique de cette première projection.
Le 28 décembre 1895, le grand public a la possibilité pour la première fois d’assister à une projection cinématographique des frères Lumière. Dans une salle d’une trentaine de places située sur les Grands Boulevard à Paris et habituellement louée pour des fêtes familiales, les premiers visiteurs découvrent une dizaine de films. On parle alors de vue ou prise de vue car il s’agit de plan fixe unique ressemblant à une photographie animée. Ce jour-là, les spectateurs sont peu nombreux à se retrouver au 14 boulevard des Capucines, dans la salle du sous-sol du Grand Café, trente-trois le premier jour. En effet, les Parisiens passant dans ce quartier mondain sont essentiellement occupés à la préparation du réveillon. Déjà des affiches annoncent le spectacle comme au théâtre, mais l’aménagement de la salle est plus rudimentaire avec d’un côté la toile tendue et de l’autre le projecteur à manivelle caché derrière un drap de velours. Les premiers spectateurs sont surtout des curieux opportunistes tentés par ce spectacle court (les séances ne durent qu’un quart d’heure). Parmi les films présentés, on trouve en ouverture la fameuse sortie des usines Lumière. Cette vue s’apparente à un film non fictionnel mais il s’agit d’une vue différente du film présenté en mars de la même année. Les frères Lumière ont donc retourné la scène sans doute pour en améliorer l’esthétique. L’analyse des mouvements de la population et de la synchronisation pour tenir sur une bobine de moins d’une minute laisse à penser que l’on est proche de la fiction ou du moins de la reconstitution. Les autres vues alternent les scènes de vie (Le Repas de bébé, La Pêche aux poissons rouges, La Rue de la République à Lyon) et les plans originaux (Soldats au manège, M. Lumière et le jongleur Treuvey jouant aux cartes). L'Arroseur arrosé était la seule fiction proposée et le restera plusieurs mois. En tout cas, le public, impressionné, réagit très favorablement et le bouche-à-oreille fonctionne rapidement. On évoque l’émotion ressentie en voyant L'Arrivée d'un train en gare de La Ciotat (qui sera rajouté au programme le 6 janvier 1896) qui, filmé de face décalé de 45 degrés, donne le sentiment que la locomotive fonce sur les spectateurs. La légende dit que les plus sensibles ont pris peur. Il ne fait pas de doute que ces images, aussi simples que peu contrastés qu’elles aient été, devaient être particulièrement impressionnantes. C’était non seulement une prouesse technique, mais aussi une nouvelle façon de montrer la fiction et la réalité.
La clientèle est au début bourgeoise du fait de l’emplacement de la salle, mais surtout du prix de la place. Bien que court, le spectacle est proposé pour un franc de l’époque, soit environ trois euros d’aujourd’hui. La salle du Grand Café voit sa capacité d’accueil tripler et la recette atteint deux mille francs par jour alors que la location de la salle n’est que de trente francs.
Le succès étant au rendez-vous, les frères Lumière vont faire tourner leur invention dans toute la France. Elle est perçue comme une attraction. D’abord pour les riches (un magasin de la rue Clignancourt, les Galeries Dufayel, fréquenté par une clientèle aisée, en fait dès 1896 un produit d’appel pour attirer les mères de famille avec enfants), puis par un public nettement plus populaire.
Afin de toucher une population moins aisée, le prix du billet est diminué de moitié alors que les séances sont allongées. Les Lyonnais, les niçois, les Bordelais et les Marseillais découvrent l’invention en janvier et février 1896. Il s’agit de projection de notoriété qui assoit le succès du cinématographe. Les salles sédentaires prévues pour une exploitation continue font leur apparition à partir de fin mars 1896 sous l’impulsion des frères Lumière, puis d’autres dont Georges Méliès qui achètent des appareils concurrents d’origine anglaise ou américaine. Les salles Lumière avertissent les passants sur leurs affiches : « Méfiez-vous des contrefaçons ».

### Le cinéma, une curiosité

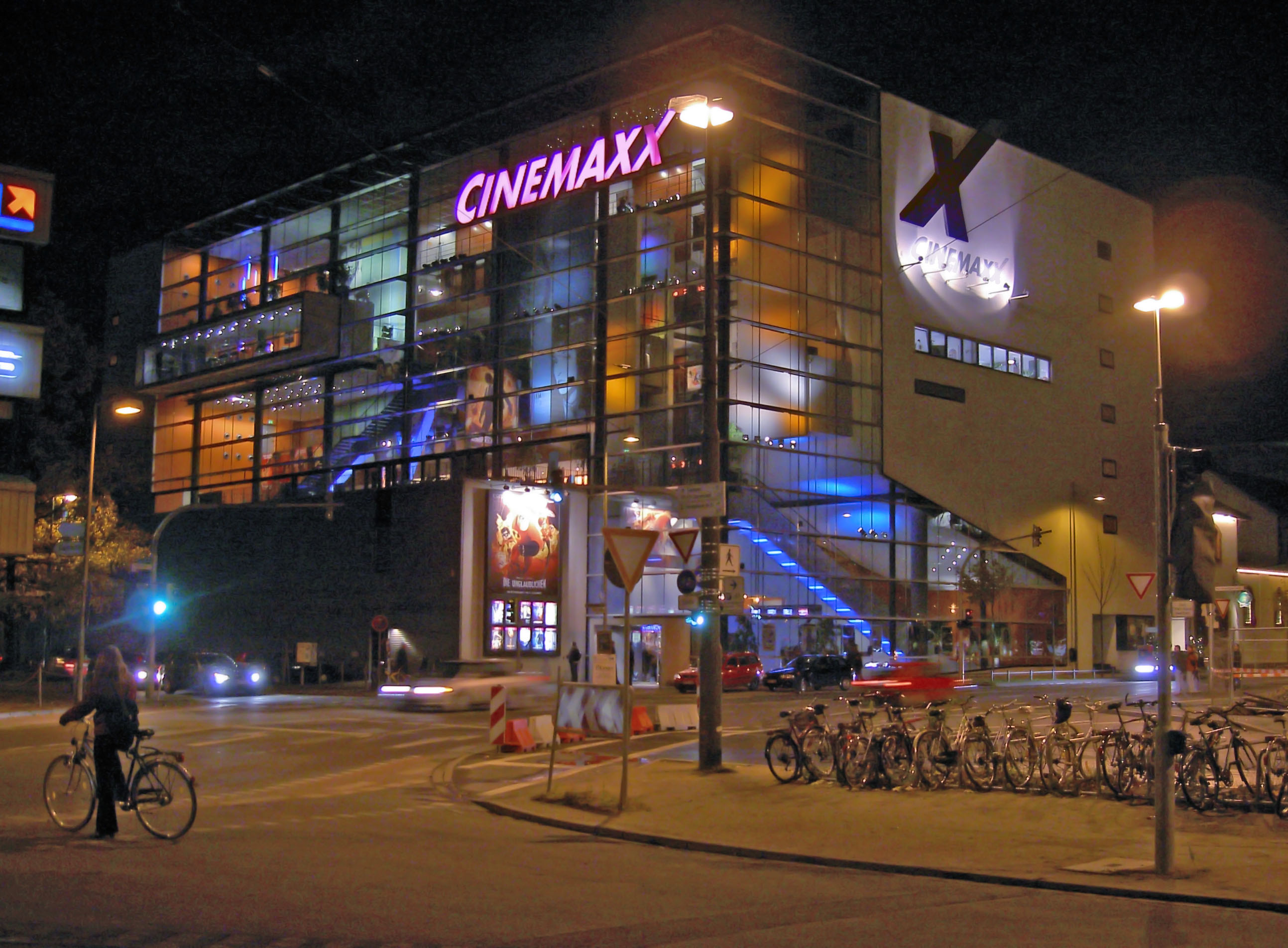
De nos jours, à Darmstadt

Entre 1897 et 1909, le cinéma est considéré comme une attraction populaire, situation officialisée par son statut de « spectacle de curiosités » qui le soumet à autorisation municipale en 1909, contrairement au théâtre. En effet, progressivement, le public devient plus populaire et la bourgeoisie qui l’a initialement célébré va rapidement s’en détacher. Plusieurs facteurs sont à l’origine de cette évolution rapide qui pénalisera l’industrie du cinéma (les premiers réalisateurs et opérateurs sont des professionnels refusés dans les autres arts) et orientera le contenu des films (des comédies).
Tout d’abord, ces spectacles font l’objet d’un rejet au même titre que de nombreuses inventions ou mouvements culturels par une grande catégorie d’intellectuels (le romantisme en littérature, l’impressionnisme en peinture). L’intelligentsia de l’époque n’est pas prête à faire honneur à des prises de vue qui reflètent froidement la réalité sans âme. Les films de l’époque sont encore très proches du théâtre filmé sans pour autant en offrir les textes et l’authenticité. Ce rejet trouve un écho auprès de la bonne société qui voit dans le progrès une remise en cause des équilibres sociaux et donc de sa position. Ce mouvement s’intensifie avec le développement du nombre de lieu de projection.
Ensuite, la démocratisation du cinéma va se faire par l’entremise d’un réseau peu valorisé. En effet, le développement des salles de cinéma dans les grandes villes est lent. Les projections par des commerçants et directeurs de théâtre en complément de leur activité principale se multiplient, mais c’est le monde forain qui va contribuer à sa renommée dans les provinces les plus reculées. En 1896, il y a une dizaine de forains qui parcourt la France et une quarantaine deux ans plus tard. L’église participe également au mouvement de démocratisation du cinéma à partir de 1902 pour attirer les fidèles. En 1904, le Fascinateur, mensuel de la centrale Catholique, écrit : « nous ne dirons rien ici des controverses auxquelles elle a donné lieu ; les projections dans les églises, condamnés au début, comptent aujourd’hui des champions ardents » . La projection dans les églises sera même courante à partir de 1909. La qualité de l’image est souvent déficiente avec une pellicule souvent très usée et des films fragilisés, mais le spectacle est des plus saisissants pour une population qui ne bénéficie pas encore de l’électricité (son expansion date de dix ans plus tard). Ces démonstrations ne donnaient pas au public une image techniquement satisfaisante de l’invention des frères Lumière, mais elles assuraient sa réputation grâce à leur succès croissant. Mal organisée, certaines projections dégénéraient et des incendies étaient relevés.
Paradoxalement, c’est une projection effectuée à Paris dans le cadre d’une vente de bienfaisance qui va ternir pendant quelque temps la réputation du cinématographe. Une projection sous une tente au Bazar de la Charité le 4 mai 1897 dans des conditions proches de celles des forains tourna au drame lorsqu’une lampe de l’opérateur s’éteignit et que son assistant embrasa le décor en voulant la rallumer à proximité de la bonbonne qui alimentait l’appareil de projection. À la suite de l’incendie, cent-vingt cinq personnes, essentiellement des femmes issues de la bourgeoisie et de l’aristocratie, trouvèrent la mort et l’incident tragique fut relaté dans toute la presse du pays. Pour beaucoup, cet incendie fut pris en exergue pour démontrer les dangers du cinéma alors qu’il s’agissait d’une négligence du projectionniste.
Peu considéré, le spectacle cinématographique fait rapidement l’objet d’une taxation importante. Il se retrouve dans la même catégorie que les courses et les bals, taxé à un niveau quatre fois plus élevé que le théâtre, considéré comme seule activité culturelle de masse.

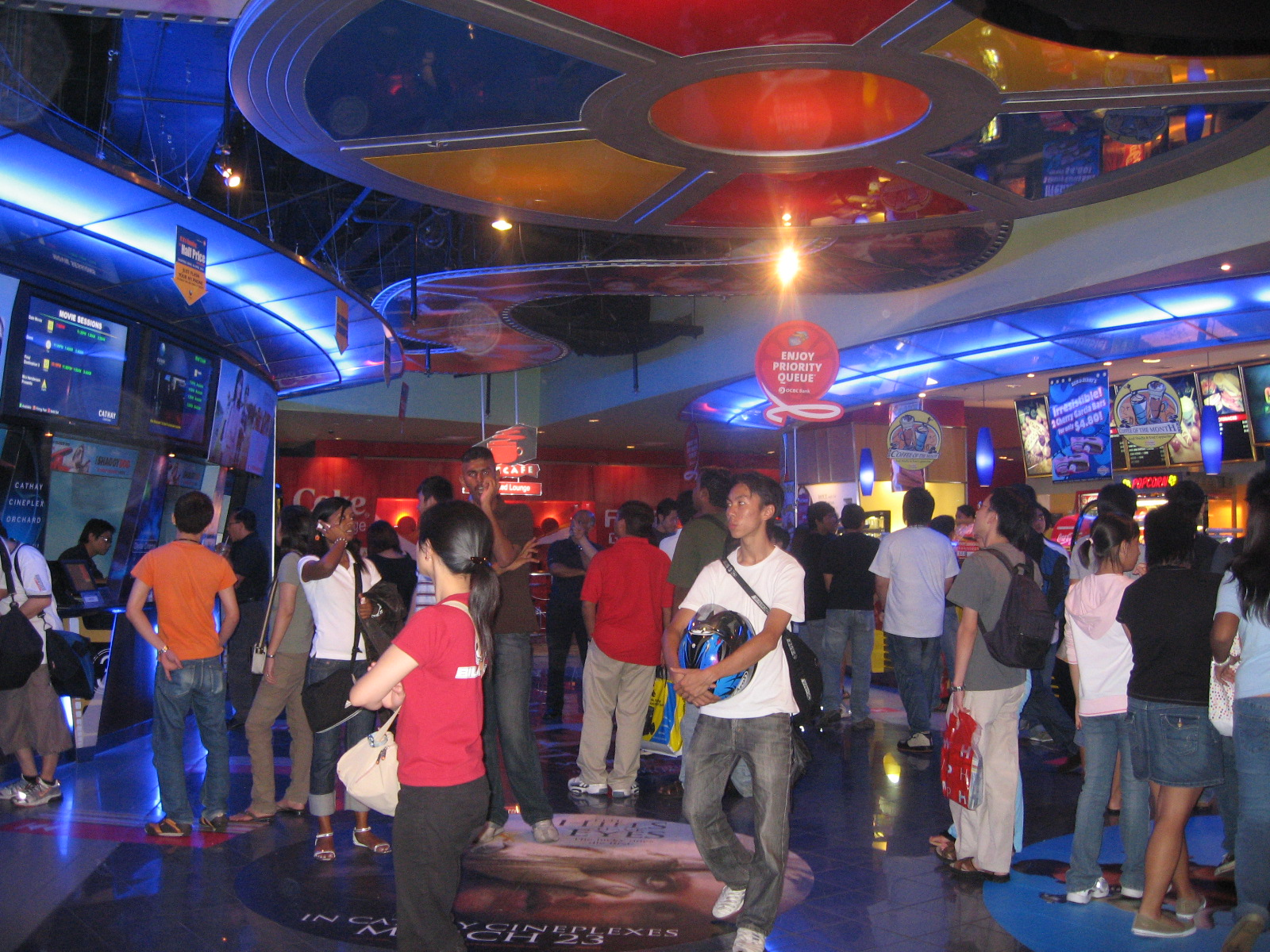
Entrée de cinéma à Singapour

### Le cinéma devient un loisir
Le cinéma propose des fictions de plus en plus élaborées et tous les genres sont rapidement abordés (le western et les voyages dans l’espace dès 1902, le péplum en 1910). Le cinéma est une nouvelle façon de raconter des histoires qui prend la suite d’une longue lignée de conteurs de tradition orale, puis écrite. On peut même dresser un lien affectif entre la fiction projetée dans le noir et les contes et légendes racontés en veillées éclairés à la bougie.
Le cinéma quitte donc progressivement l’animation foraine pour s’apparenter de plus en plus à un spectacle doté de caractéristiques propres. À partir d’avril 1905, au théâtre Nickleodeon de Pittsburgh, on propose des films de huit heures du matin à minuit.
Le 23 novembre 1905 a lieu la première séance à L'Idéal Cinéma-Jacques Tati dans l'Hôtel du Syndicat des verriers à Aniche. Salle toujours en activité et venant de passé au numérique 3D.
L’année suivante, une cinquantaine de salles fixes sont construites en France. Ces salles créent de véritable lieu de rencontre entre le spectateur et le film. Le mouvement va s’intensifier et sera symbolisé par l’inauguration le 30 septembre 1911 du Gaumont-Palace, « le plus grand cinéma du monde », d’abord conçu pour accueillir 3 400 spectateurs par séance et dont la capacité sera portée à 6 000 sièges. Dix ans plus tard, Paris compte près d’une dizaine de salles offrant plus de 2000 places, soit plus que les plus grandes salles de théâtre de l’époque.
Cette époque correspond à une véritable industrialisation du cinéma avec la construction des grands studios en France aux Buttes-Chaumont et aux États-Unis, d’abord à New York et cinq ans après près de Los Angeles. C’est à la même époque qu’entrent en Bourse les premières sociétés cinématographiques, dont Gaumont en 1906. En 1908, Léon Gaumont présente au public un logo qui restera dans les mémoires des spectateurs, la fameuse marguerite.
En 1909, le cinéma se cherche une crédibilité face aux nombreuses attaques dont il fait l’objet. Le monde forain, qui s’oppose à un cinéma sédentaire et permanent naissant, gène pour asseoir sa légitimité. La fréquentation des salles est estimée à environ dix millions d’entrées. Si ce chiffre paraît bas par rapport à la fréquentation d'aujourd’hui (environ 180 millions de spectateurs), il est déjà important par rapport à l’audience du théâtre : en 1914, à Paris, on compte déjà 118 salles de cinéma, soit un chiffre comparable au nombre de salles de spectacles (une soixantaine de théâtres/music-halls et autant de cafés-concerts).
La généralisation de la location des films ne permet plus aux forains les moins riches d’acheter des films de seconde main à prix réduit et ils doivent disparaître face à une concurrence qui offre des salles plus grandes et surtout avec des films plus récents et variés. En effet, parallèlement, le public s’est lassé des premiers spectacles et s’avère plus exigeant. Pour lui, le cinéma n’est plus une curiosité, mais il est en passe de devenir un loisir. Parmi le monde forain, seuls les plus grands, c’est-à-dire moins d’une trentaine, continueront d’arpenter les campagnes avec du matériel permettant de monter de véritables salles ambulantes de plus de cinq cents places et des animations adjacentes. En 1914, lorsque la guerre éclate, l’évolution de la demande et les nouvelles règles de la distribution imposées par les grands groupes naissants ont fait entrer le cinéma dans l’industrie et ont transformé le spectateur en consommateur.
Afin de fidéliser le public, des héros récurrents sont créés par Pathé, puis Gaumont. Le dandy Max Linder est le premier, mais il sera suivi très rapidement du benêt Rigardin et de Bébé, un enfant de cinq ans. Le public apprécie particulièrement ces séries comiques. Afin de satisfaire une clientèle avide de diversité, les héros abordent des genres de plus en plus variés : le policier avec Fantomas, le western avec Broncho Billy…
Le public suit, du moins une partie, car l’élite intellectuelle et sociale n’adhère pas à ce spectacle.

### Le cinéma perçu comme un art
Dès 1908, le public peut voir des œuvres plus ambitieuses culturellement avec en particulier les films produits par la Société du Film d’Art. Les sujets sont des adaptations littéraires ou des reconstitutions historiques et les auteurs recrutés parmi des artistes reconnus dans d’autres arts. Le premier de ces films, L'Assassinat du Duc de Guise, connaîtra un gros succès avec une musique de Camille Saint-Saëns. Ces tentatives de rehausser la production d’alors sont saluées par la presse et attirent une nouvelle clientèle jusqu’alors récalcitrante à aller dans les théâtres cinématographiques. Le cinéma n’est pas encore un art, mais il est devenu un loisir reconnu et consommé dans des lieux réservés de plus en plus grands. À cette époque, le nombre de salles augmente rapidement et des quartiers spécialisés apparaissent dans Paris, dans les quartiers populaires (les Grands Boulevards). Les classes aisées, qui avaient fait le succès initial du cinématographe, privilégient largement le théâtre.
En 1912, la « cinéphobie » est à son comble. Des échanges dans la presse font échos à cette bataille entre les opposants conservateurs qui reprochent, outre d’être une rude concurrence au théâtre, d’inciter au crime et de pervertir la jeunesse. Des reproches qui n’ont néanmoins pas tout à fait disparu un siècle plus tard même si la production de l’époque n’a pas grand-chose à voir. Mais, le chemin est encore long pour que le cinéma s’impose à chacun et les charges des récalcitrants à l’invention de Louis Lumière restent vivaces jusqu’au début des années 1920. En 1916, un député traite le cinématographe de spectacle « indécent ». Un an plus tard, Paul Souday lance une attaque sur le cinéma qui aura un certain écho. Parmi les intellectuels qui regardent le cinéma avec suspicion, on trouve Anatole France entre autres qui ne reconnaissent que les qualités du documentaire. Louis Delluc qui deviendra l’un des premiers critiques de cinéma et créera les ciné-clubs en a encore une image dégradée, le qualifiant de « mauvaises cartes postales », « imagerie pour être sans imagination » ou encore « triste mécanique ».
Pour beaucoup, le cinéma n’est qu’un instrument de reproduction, mais sans la véracité du théâtre, sans la beauté de la peinture, sans l’émotion de la musique. Derrière cette perception du cinéma se cache en fait un débat qui rappelle la lutte des classes. À une époque où l’aristocratie est déjà bousculée par la haute bourgeoisie qui voit elle-même sa position remise en cause par l’apparition d’une bourgeoisie de masse, on retrouve là le terrain d’expression de la lutte des classes. Pendant longtemps, l’élite s’est caractérisée par son temps de loisir et ses habitudes de consommation sont devenus sa marque de reconnaissance. Le cinéma étant devenu le loisir des classes populaires, l’élite se doit de se retrouver dans des activités culturelles distinctes et de le dévaloriser.
Le développement de la technique cinématographique (plans différenciés avec notamment l’usage du gros plan, usage du montage, conception des plans etc.) fait changer progressivement le cinéma de dimension. On lui reconnaît de plus en plus des qualités d’art. D’ailleurs, Le critique et théoricien italien Ricciotto Canudo invente l’expression « septième art » (après l’avoir qualifié de sixième art pendant quelque temps). Des réalisateurs innovants comme Griffith avec Naissance d'une nation (1915), plus gros succès de l’époque, et Intolérance (1916), qui connaît un cruel échec public, vont beaucoup apporter pour asseoir l’autorité du cinéma chez les intellectuels. Louis Delluc reconnait que c'est à partir de 1914 et la sortie de Forfaiture de Cecile B. De Mille, que Louis Delluc cesse de « détester le cinéma ». En une décennie, le cinéma n’est plus le simple moyen de relater des faits, mais est devenu le truchement des émotions.
Spontanément, les artistes des spectacles vivants se dirigent vers le cinéma (Antoine en France par exemple, mais aussi Charles Chaplin en Angleterre). Leurs admirateurs les suivent donc dans les salles de cinéma. Le cinéma commence à être accepté par les classes sociales élitistes.

### Apparition du cinéma d’auteur dans les années 1920
Deux institutions vont permettre l’émergence de normes esthétiques et des critères d’évaluation qualitatifs, essentielle de légitimation du cinéma en tant qu’art :
L’essor des ciné-clubs.
En effet, même s’ils sont restés confidentiels (les ciné-clubs n’ont jamais dépassé les 10000 membres dans les années 1920), ils ont assis l’idée auprès de l’intelligentsia d’une culture cinématographique. Déjà à l’époque cette reconnaissance passait par la mise en valeur des anciens (Méliès, Feuillade) alors que les œuvres cinématographiques du moment au contraire s’appuyaient sur une grammaire de plus en plus évoluée. Le temps joue un rôle primordiale pour instituer des références artistiques et la création de cercle de réflexion sur des films anciens a permis la mise en avant de ces films, permettant ainsi des comparaisons et donc des jugements. Ce jugement est à la base de qualification de bien symbolique, propre à l’œuvre d’art, attribuée à la projection cinématographique : ce n’est pas le procédé ou la pellicule qui a de la valeur, mais l’émotion créée par le spectacle. Ainsi, le cinéma devient un objet non plus de consommation immédiate mais de patrimoine. Il devient emprunt d’une valeur culturelle qui perdure dans le temps. La création de la Cinémathèque française en 1936 par Henri Langlois répondra à ce même besoin de conservation d’œuvres dont la valeur artistique et culturelle demeure à travers le temps. Il est vrai qu’à une époque où la télévision n’existait pas et les voyages étaient financièrement et matériellement plus difficiles, l’image de cinéma façonne la culture des citoyens et fixe des images emblématiques pour des générations entières.
L’émergence de critiques et de revues spécialisées
La reconnaissance en tant qu’art passe nécessairement par une évaluation esthétique qui distingue la production de l’artiste de la production de l’artisan.
En 1922, enfin, Émile Vuillermoz, journaliste et père de la critique cinématographique, peut écrire : « le cinéma, en dépit de ses ignorances et de ses mauvaises habitudes, voit diminuer chaque jour le nombre de ses ennemis. On commence à pressentir son prodigieux avenir ». Désormais, chaque soir, les salles de cinéma parisiennes peuvent accueillir cinq fois plus de spectateur que les théâtres. On compte alors déjà près de 4 000 salles cinématographiques en France, soit un chiffre identique à ce qu’il sera encore 70 ans plus tard.

### L’histoire est un éternel recommencement: la vidéo et la télévision
Avec le recul, le cinéma a connu le même sort dans son acceptation par les diverses classes sociales que les autres innovations audio-visuelles. La perception et l’usage de celles-ci par le public est enrichissante pour la compréhension de l’évolution du cinéma car elles impliquent une différenciation entre le contenu et le contenant Cinéma. Avec la vidéo, le contenu reste le film de cinéma alors que le contenant se différencie du théâtre cinématographique avec un nouveau support.
Techniquement, le procédé est mis en place dès 1974 et commercialisé peu de temps après. Le public peut véritablement y accéder vers 1978, mais les ventes débutent en France réellement à partir de 1980. Comme pour l’ensemble des innovations technologiques, elle est l’apanage au début des classes les plus aisées à cause d’un prix des appareils et des consommables élevé, entre 6 000 et 8 000 francs de l’époque, soit plus de deux mois de salaire d’un ouvrier. À cette époque, l’achat d’une cassette est réservé à une clientèle très spécifique qui accepte de payer 120 euros (800 francs de l’époque, soit l’équivalent de plus de 40 places de cinéma)  pour voir un film. La vidéo relève donc d’une niche de consommateurs très particuliers et surtout très hétéroclites :
- les catégories sociales supérieures de par leur pouvoir d’achat sont la clientèle naturelle de ce marché naissant. On note alors des pics d’achat de cassette vierge à l’approche de Roland Garros ou encore à l’annonce de la diffusion de la Tétralogie de Wagner à la télévision ;
- quelques collectionneurs cinéphiles qui trouvent dans la vidéo la possibilité nouvelle à l’époque de posséder un objet patrimonial cinéphilique.
- les amateurs de films pornographiques qui désertent des salles devenues spécialisées depuis 1975, la production américaine sortant même alors directement en vidéo. Les cassettes sont chères, car surtaxées, mais le succès de cette consommation participe à sa démocratisation dans la classe moyenne. Les revues spécialisées dans la vidéo consacre avec une partie réservée à ce cinéma (le journal Vidéo 7 est alors leader sur le marché et se positionne ouvertement comme un journal orienté vers un lectorat très masculin).

La confidentialité de la vidéo est non seulement due à son prix, mais aussi à sa mauvaise image. Le succès de la vidéo pornographique nuit dans un premier temps à la réputation du support et les nombreux articles et prises de position de journalistes et professionnels du cinéma contribue à la défiance du public vis-à-vis de ce support naissant. Le fait que le matériel soit pratiquement uniquement japonais et le consommable (les cassettes préenregistrées) produit principalement par les États-Unis contribue dans le contexte protectionniste du début des années 1980 à faire de la vidéo le terrain d’un combat économique contre l’étranger. Le gouvernement impose un quota d’importation des magnétoscopes et, comme pour le cinématographe à ses débuts, met en place une TVA surtaxée à 33 %, plus de six fois supérieure à celui du livre, du théâtre et du cinéma. La vidéo est donc assimilée aux produits de luxe touchés par un taux comparable, ce qui nuit à sa démocratisation.
Malgré ces mesures, qui seront levées à partir de 1985, la vidéo s’impose progressivement. Ce mouvement va s’intensifier sur la base d’un développement du marché de la location. En 1982, le taux de pénétration du magnétoscope dans les foyers n’est que de 5 %. Il dépasse le seuil des 10 % en 1985. À partir de là, la baisse des prix est rapide et la vidéo va se démocratiser. Le prix d’une cassette préenregistrée va être divisé par dix sur la décennie. L’essor du marché de la vidéo se base donc sur l’apparition de nouveaux magasins, les vidéo-clubs. Le prix d’une location est alors comparable à celui d’une place de cinéma. Au milieu des années 1980, la vidéo s’est imposée pour une frange non négligeable de la population et avec elle, la physionomie du cinéma a changé :
- les reprises disparaissent progressivement. Elles occupaient les écrans lorsque le soleil estival pointait en juin. Mais, elles devront se faire de plus en plus rares, car et la télévision et la vidéo offrent un moyen de les redécouvrir. Surtout, la sortie au cinéma ne représente plus une occasion rare d’y accéder. Or, pour un classique ancien, la diffusion à la télévision ou la sortie en vidéo (sauf pendant les premières années d’essor du DVD à la fin des années 1990) ne sont pas des évènements médiatisés susceptible d’amener le grand public à se mobiliser pour les regarder. Ainsi, l’offre permanente de la vidéo place le spectateur dans la situation du parisien qui ne va pas au Louvre parce qu’il peut y aller quand il veut alors que le touriste profite de son voyage pour y jeter un coup d’œil. La part des reprises est ainsi tombée d’un cinquième des entrées au début des années 1980 à 3 % vingt ans plus tard.
- le cinéma de genre qui attirait une clientèle populaire. La vidéo est une occasion d’accéder à quelques films que la censure cinématographique a banni des salles ou dénaturé. À côté de quelques grands classiques, on trouvera donc rapidement parmi les meilleures ventes un cinéma de genre (les films de Bruce Lee) et des versions non censurées (Zombie, massacre à la tronçonneuse...). De fait, les salles spécialisées présentent dans les quartiers populaires se dépeuplent au rythme de la croissance et de la démocratisation de la vidéo et nombreuses d’entre elles qui ne peuvent se repositionner doivent fermer. La vidéo devient alors le marché essentiel d’une production à bas prix qui avait fait l’une des richesses du cinéma des années 1960 et 70 (film d’horreur, giallo italien…). Le cinéma s’adaptera admirablement à une nouvelle solution de distribution à bas prix en proposant à un public qui ne se déplace plus en salles des films qui peuvent faire leur succès sur un public réduit. Ainsi, les films américains qui n’ont pas connu un grand succès en salles font en moyenne cinq fois mieux à score égal que les films français. D’où une part de marché du cinéma américain plus importante en vidéo (72 % contre une part naturelle au cinéma de 55 % alors que l’offre de titres américains est plus faible que celle des films français).
- le cinéma érotique et pornographique. Spectacle « familial » en 1974 (on y va en couple ou avec des amis), le cinéma érotique, et plus encore pornographique, retombe dès 1975 dans son ghetto lorsque la loi pousse ces films dans un réseau spécialisé. Lorsque la vidéo apparaît, il représente encore près d’une entrée sur sept (1981) et un film classé X est encore présent parmi les quinze meilleures recettes hebdomadaire. À Paris, les champions du genre des années 1980 et 1981 réalisent de meilleurs scores au box-office que de nombreuses Palmes d’or de l’époque : initiation d’une femme mariée et les bas de soie noires ont attiré plus de 160 000 parisiens, ce que ne parviendront pas à faire plusieurs films palmés cannois à la même époque.

Sept ans après son apparition sur le marché français, la vidéo s’impose parmi les loisirs. Il aura fallu exactement autant de temps pour passer de la curiosité cinématographique à l’industrie du cinéma. Il faudra attendre vingt ans de plus et l’arrivée d’un support plus noble avec le DVD pour que la vidéo soit reconnue comme un objet de collectionneur cinéphilique. En tout 27 ans, donc, l’écart exact entre la première projection des frères Lumière et la déclaration d’Emile Vuillermoz de 1922.
Ironie de l’histoire, la télévision avait elle aussi suivi un parcours similaire à celui du cinéma. Il a fallu attendre une vingtaine d’années entre la découverte scientifique et son intégration dans les loisirs populaires dans les années 1950 (vingt ans après le début des programmes réguliers de télévision en France, le nombre de postes ne dépassent toujours pas le demi-million d’unités). Et les critiques des intellectuels contre la télévision, abêtisseur des masses, n’ont pas manqué avant que ceux-ci acquièrent à leur tour un poste et deviennent même les vedettes d’émissions télévisées.
Aujourd’hui, grâce à la télévision qui propose les mêmes films et autres programmes à l’ensemble de la population, l’œuvre cinématographique est en passe de fournir un socle culturel commun à l’ensemble du peuple et favoriser l’intégration des différentes communautés d’origine étrangère. Avec l’école républicaine, l’œuvre audiovisuelle s’avère le liant de la culture nationale et la base d’une culture mondiale (les productions hollywoodiennes sortant dans le monde entier).

## Le problème de la légitimité sociale du cinéma et des films

### L’effet de snobisme
Tant la télévision que le magnétoscope et les lecteurs de DVD seront initialement une curiosité pour les plus riches capables de s’offrir un objet de divertissement original mais onéreux. La baisse des prix aidant, les classes populaires s’emparent de ses inventions qui véhiculent alors une image haut de gamme et transforme l’innovation technologique en loisir. Ce mouvement tend à écarter davantage l’intelligentsia et les classes dites supérieures qui la suivent. L’intégration de ces innovations dans les habitudes de vie finit par ramener en une génération, souvent sous l’impulsion des plus jeunes et de ce que les hommes de marketing appellent les early adopters, les derniers récalcitrants. Les classes supérieures qui étaient les premiers adeptes s’avèrent également être les derniers à l’intégrer dans leur quotidien. Du moins jusqu’à l’innovation suivante…
Cette attitude de résistance puis d’adhésion observée quasi systématiquement dans les classes élevées et parmi les intellectuels tend à prouver que la culture est bien un champ de lutte pour les classes dominantes. Il s’agit effectivement des deux catégories qui ont intérêt à défendre le statu quo culturel. D’une part, les classes sociales élevées protègent ainsi une situation qui affirme la culture scolaire qu’elles maîtrisent comme culture unique du bon goût, assurant le maintien de ce que leur apporte leur capital culturel pour s’exprimer avantageusement dans la structure sociale. D’autre part, les intellectuels qui puisent leur savoir dans l’analyse des idées et de leur confrontation aux faits historiques voient d’un mauvais œil de se voir imposer une nouvelle pratique culturelle par des industriels. En outre, tant qu’une pratique culturelle n’est le fait que des classes les moins favorisées (ce qu’elle est de fait à leurs yeux si elle les exclut), elle n’est qu’une culture populaire, donc une sous-culture.
Mais, même aujourd’hui, le cinéma n’a pas encore la même légitimité que les arts nobles. Le sociologue Pierre Bourdieu classait le cinéma, dans Genèse et structure du champ religieux (1971), parmi les biens en voie de légitimation au même titre que la photographie et la bande-dessinée alors que musique et littérature classique sont considérées comme des biens légitimes.
Ce manque de reconnaissance pour le cinéma de la part du public provient du goût du public toujours guidé par une vision sociale de l’esthétique : le cinéma est un art populaire (Emmanuel Ethis). Le fait que les salles soit de nos jours l’apanage des catégories sociales les plus élevées n’y change rien. Deux raisons bloquent encore toute évolution radicale :
- les œuvres cinématographiques sont produits dans le but de plaire au public et s’adapte donc à une demande au même titre que l’industrie. Les budgets de plus en plus importants et la part croissante des télévisions dans les financements sont de nature à renforcer cet état de fait. On est loin de « l’art pour l’art » ;
- le cinéma est perçu plus par les spectateurs comme un divertissement que comme une sortie culturelle. Il rentre donc dans la catégorie des loisirs et non des activités artistiques. La forte proportion du public jeune et familial génère une production abondante en films grand public et normés au détriment de films offrant un discours ou une forme artistique originale.

### La légitimation des intervenants
Pour autant, une fois le cinéma reconnu comme une pratique culturelle, voire une activité artistique, les intellectuels se doivent d’être à la pointe des débats qui animent le 7e art. C’est à eux, que les sociologues appellent les producteurs de croyance, que revient de distinguer parmi l’offre cinématographique ce qui est bien de ce qui ne correspond pas à une esthétique artistique ou qui ne relève pas de la culture. En effet, seule l’Histoire permet de juger des qualités artistiques d’une œuvre. En absence de recul historique, l’actualité cinématographique ne peut offrir de films de référence, de chef d’œuvre reconnu. Le même mal atteint évidemment avec une plus grande acuité encore le cinéma avant-gardiste. L’Histoire n’ayant pas encore pu faire le tri parmi les centaines de nouveaux films proposés chaque année, le grand public reconnaît à « ceux qui savent » le devoir de légitimer les films référence.
Parmi, ces élus, on trouve un public aussi varié que critiques et jurys de festival. Pourtant, la nomination de ces juges prête à commentaire :
- le critique n’a pas besoin de diplôme ou d’un curriculum vitæ particulier. Il est retenu pour ses qualités littéraires et sa passion pour la chose cinématographique. Mais il doit ou est contraint de choisir entre deux conceptions : l'approche cinéma d'auteur qui l'enferme dans un rôle (au sens d'Erving Goffman) de défendre un certain cinéma, ce qui ne signifie pas qu'il ne croit pas à ce qu'il défend mais que sa liberté est limitée ; l'approche grand public pour satisfaire la nécessité pour le média auquel il appartient de couvrir le public le plus large et être en adéquation avec lui.
- un jury de festival est un groupe d’hommes et de femmes réunis pour la circonstance. Souvent issus du milieu cinématographique, mais pas toujours, ils peuvent devoir leur place à un talent n'impliquant pas de capacité spécifique à juger des qualités artistiques d’un film : le jury ne juge pas comment le film a été fait (ce pour quoi le jury a souvent des prédispositions s'il comprend des professionnels du secteur), mais de la qualité sensorielle du produit livré. Les arrière-pensées ne peuvent non plus être exclues compte tenu que le nombre de votants est limité et donc l’image véhiculée par le gagnant se trouve attachée au jury. Entre le souci d’indépendance vis-à-vis d’un favori, la préférence pour un film lié à une maison de production et la défense d’un film politique, les jurys du festival de Cannes ont souvent fait des choix polémiques, ou du moins se sont attachés à des caractéristiques pas seulement cinématographiques ;
- les élections professionnelles (Oscars, César…) présentent des caractéristiques similaires à ceci près que le vote est secret, le corps électoral étant composé souvent de plusieurs milliers de votants à bulletin secret. Pourtant, les lauréats sont la plupart du temps issus des plus gros studios et ont bénéficié de budget important faisant appel à un large éventail de corps de métiers. De là, à dire que les votes privilégient les films qui font vivre les votants il n’y a qu’un pas que certains n’hésitent pas franchir. La victoire quasi systématique d'un film d’époque ou de science-fiction depuis le début des années 1980 illustre cette thèse.

L’intellectuel qui crée les références n’est donc pas particulièrement adapté pour juger d’un film dans le temps. On ne s’étonne pas alors de voir tant d’œuvres négligées par le passé aujourd’hui reconnues (Emmanuel Ethis).
Il suit parfois d’autres desseins plus personnels et il n’est lui-même qu’un spectateur plus assidu pris dans la subjectivité de son environnement. Lorsque critiques et jury à Cannes (présidé par le démocrate Quentin Tarantino dont la totalité des films étaient financés par Miramax) récompensent, en mai 2004, Fahrenheit 9/11 (pamphlet anti-républicain produit par Miramax) c’est un documentaire certes efficace qui est reconnu, mais peut-on y voir le représentant d’un cinéma innovant, original et universel ?
Pourtant, comme évoqué, l’essor d’une intelligentsia reconnue est indispensable pour « dire le beau » qui permet à certains films d’être qualifiés d’œuvres d’art et donc au cinéma de devenir le 7e art. D’où le besoin de maintenir encore aujourd’hui une critique cinématographique capable de participer à un processus de patrimonialisation d’une partie de la production cinématographique. En ce sens, les difficultés des revues spécialisées ne sont pas favorables à la reconnaissance du cinéma et les chaînes thématiques ne sont pas parvenues à prendre le relais, les objectifs de rentabilité non atteints les ayant contraintes à progressivement abandonner la critique et l’analyse pour des émissions de reportage et d’actualité.

## L'évaluation du film par le spectateur
La satisfaction du spectateur est basée sur deux modèles de satisfaction, la disconfirmation des attentes (effet d’anticipation) et la divergence par rapport aux schémas (effet de surprise).
Elle dépend donc d’un certain nombre de caractéristiques dans la rencontre entre l’objet filmique et son évaluateur :
- L’espérance de satisfaction attendue d’une sortie au cinéma qui dépend des apports attendus de l’expérience cinématographique (apports de légitimité, personnel et de lien social)[19] ;
- Les sacrifices consentis (le temps investis, l’argent, les activités alternatives délaissées…) ;
- L’attente filmique liée à la qualité anticipée du film évaluée à partir de d’éléments génériques et spécifiques qui placent le film par rapport à l’expérience cinématographique du spectateur entre des schémas qu’il apprécie plus ou moins et une relative impression de nouveauté. John Sedgwick a ainsi intuité que le spectateur affecte inconsciemment un profil de risque au film[20] ;
- Le contexte de la projection qui influence la perception de l'expérience (par exemple, entre une petite salle art-et-essai de quartier et la grande salle d'un multiplexe)[21] ;
- Le spectateur ne réagit pas de la même façon selon son âge, ses habitudes de vie (urbain…), son genre sexué, son expertise cinéphilique ou encore du caractère (structurel) et de son humeur (conjoncturel)[22].

L’évaluation d’un film est à la fois réflexive et fondée sur les émotions selon des cycles spécifiques, comme l’a montré Laurent Darmon. L’évaluation émotionnelle provient de la perception d’une divergence par rapport aux schémas lors des phases de Compréhension et d’Acceptation. Le spectateur va alors tester quatre principes :
- Le principe d’affect qui correspond à un état d’inattention engagé favorable à accueillir les émotions ;
- Le principe de vraisemblance permettant au spectateur de se laisser aller à croire à la diégèse ;
- Le principe de conformité avec les schémas attendus qui doivent à la fois être respectés pour faciliter l’assimilation et détournés pour générer de la surprise ;
- Le principe d’harmonie avec les valeurs du spectateur pour faciliter l’adhésion au propos du film.

L’évaluation réflexive prend place essentiellement après la projection, lorsque cesse le mouvement empathique du spectateur envers l’univers fictionnel. C’est une évaluation qui va intégrer l’appréciation personnelle portée au film pendant la projection et les influences sociales et de son attente initiale. Sur ce dernier point, on constate une évolution, faible mais réelle, de l’appréciation du spectateur qui tend à se rapprocher progressivement de son avis initial (Laurent Darmon).
Il ressort que l’évaluation d’un film relève d’un contexte mais aussi d’une expérience tant personnelle, que culturelle et sociale.